# 随机测度
在概率论中，随机测度是测度值的随机元素。  随机测度可应用于随机过程理论中，随机测度形成了许多重要的点过程，例如泊松点过程和考克斯过程。

## 定义
随机测度可以定义为转移核或随机元素。对于一些标准情况（其中的具体要求如可测空间是博雷尔空间），这两种定义是等价的。

### 作为转移核
对于可测空间 {\displaystyle (S,{\mathcal {S}}),(T,{\mathcal {T}})} ，称 {\displaystyle \zeta } 是一个 {\displaystyle (S,{\mathcal {S}})} 到 {\displaystyle (T,{\mathcal {T}})} 的转移核，是指它是一个二元函数 {\displaystyle \zeta :S\times {\mathcal {T}}\to \mathbb {R} ^{+}} （值域可能根据考虑的测度的类型而改变，如有符号测度），且满足以下性质：
- 若在第二变元处填充任一固定的可测集 {\displaystyle B\in {\mathcal {\mathcal {S}}}} ，所得到的映射 {\displaystyle s\mapsto \zeta (s,B)} 是 {\displaystyle (S,{\mathcal {S}})} 上的可测函数。

- 若在第一变元处填充任一固定的元素 {\displaystyle s\in S} ，所得到的映射 {\displaystyle B\mapsto \zeta (s,B)} 是 {\displaystyle (T,{\mathcal {T}})} 上的一个测度。

对于 {\displaystyle (S,{\mathcal {S}}),(T,{\mathcal {T}})} 为博雷尔空间的情况，局部有限转移核可视作随机元素。
随机测度则定义为一个概率空间 {\displaystyle (\Omega ,{\mathcal {A}},P)} 到一个可测空间 {\displaystyle (E,{\mathcal {E}})} 的（几乎必然）局部有限转移核。
在随机过程的背景下，马尔可夫核（也称随机核、概率核）的概念与此相关。

### 作为随机元素
在前文中，「在第一变元处填充一固定的元素」的结果是得到了一个测度。实际上填充这个变元过程本身所给出的映射也是一个 {\displaystyle (S,{\mathcal {S}})} 到 {\displaystyle {\mathcal {M}}_{\mathcal {T}}} 的可测函数，其中 {\displaystyle {\mathcal {M}}_{\mathcal {T}}} 是 {\displaystyle (T,{\mathcal {T}})} 上的局部有限测度所构成的空间。
全体局部有限测度构成的集合 {\displaystyle {\mathcal {M}}_{\mathcal {T}}} 若要构成可测空间，须配备一个σ-代数。
对于任一有界可测集合 {\displaystyle {\tilde {B}}} ，可定义求值映射（也称投影映射）
{\displaystyle \pi _{\tilde {B}}:{\mathcal {M}}_{\mathcal {T}}\to \mathbb {R} :\mu \mapsto \mu ({\tilde {B}}).}
可构造出令全体投影映射成为可测函数的最小σ-代数，称为 {\displaystyle \{\pi _{\tilde {B}}\}} 生成的（或诱导的）σ-代数。
随机测度即是一个概率空间 {\displaystyle (\Omega ,{\mathcal {A}},P)} 到测度所构成的上述可测空间的随机元素。

## 基本相关概念

### 强度测度
对于给定随机测度 {\displaystyle \zeta } 和任一正可测函数 {\displaystyle f} ，满足
{\displaystyle \operatorname {E} \left[\int f(x)\;\zeta (\mathrm {d} x)\right]=\int f(x)\;\operatorname {E} \zeta (\mathrm {d} x)}
的测度 {\displaystyle \operatorname {E} \zeta } 被称为 {\displaystyle \zeta } 的强度测度。强度测度对于每个随机测度都存在，并且是s-有限测度。

### 支撑测度
对于给定的随机测度 {\displaystyle \zeta } 和任一正可测函数 {\displaystyle f} ，满足
{\displaystyle \int f(x)\;\zeta (\mathrm {d} x)=0{\text{ a.s. }}{\text{ iff }}\int f(x)\;\nu (\mathrm {d} x)=0}
的测度 {\displaystyle \nu } 被称为 {\displaystyle \zeta } 的支撑测度。所有随机测度都有支撑测度，并且可以选择为有限的。

### 拉普拉斯变换
给定随机测度 {\displaystyle \zeta } ，可定义任一正可测函数 {\displaystyle f} 的拉普拉斯变换如下
{\displaystyle {\mathcal {L}}_{\zeta }(f)=\operatorname {E} \left[\exp \left(-\int f(x)\;\zeta (\mathrm {d} x)\right)\right].}

## 基本性质

### 积分的可测性
给定随机测度 {\displaystyle \zeta } ，正的 {\displaystyle {\mathcal {E}}}-可测函数 {\displaystyle f} 的积分
{\displaystyle \int f(x)\zeta (\mathrm {d} x)}
和{\displaystyle \zeta (A):=\int \mathbf {1} _{A}(x)\zeta (\mathrm {d} x)}
是可测的，所以它们是随机变量。

### 唯一性
随机测度的分布由以下一族积分的分布唯一确定
{\displaystyle \int f(x)\zeta (\mathrm {d} x),}
其中 {\displaystyle f} 是 {\displaystyle E} 上的紧支撑连续函数。对于给定的一个生成 {\displaystyle {\mathcal {E}}} （即 {\displaystyle \sigma ({\mathcal {I}})={\mathcal {E}}} ）的半环 {\displaystyle {\mathcal {I}}\subset {\mathcal {E}}} ，随机测度的分布也由所有正简单 {\displaystyle {\mathcal {I}}}-可测函数 {\displaystyle f} 唯一确定。

### 分解
一个测度通常可以分解为：
{\displaystyle \mu =\mu _{d}+\mu _{a}=\mu _{d}+\sum _{n=1}^{N}\kappa _{n}\delta _{X_{n}},}
这里 {\displaystyle \mu _{d}} 是弥散测度，而 {\displaystyle \mu _{a}} 是一种纯原子测度。

## 随机计数测度
具有下列形式的随机测度称为点过程或随机计数测度：
{\displaystyle \mu =\sum _{n=1}^{N}\delta _{X_{n}},}
其中 {\displaystyle \delta } 是狄拉克测度、 {\displaystyle X_{n}} 是随机变量。该随机测度描述了{\displaystyle N} 个粒子的集合，其位置由（通常是向量值的）随机变量 {\displaystyle X_{n}} 给出。计数测度没有弥散分量 {\displaystyle \mu _{d}} 。
在上述的形式记号中，随机计数测度是从概率空间到可测空间 {\displaystyle (N_{X},{\mathfrak {B}}(N_{X}))} 的映射。这里 {\displaystyle N_{X}} 是全体有界有限整数值测度（称为计数测度）{\displaystyle N\in M_{X}} 所构成的空间。
期望测度、拉普拉斯泛函、矩测度和随机测度的平稳性的定义是基于点过程的定义。随机测度在蒙特卡罗方法的描述和分析中很有用，例如蒙特卡罗数值求积法和粒子滤波器。

### 文内引用
1. ↑   Kallenberg, Olav. . Probability Theory and Stochastic Modelling 77. Switzerland: Springer. 2017: 1. ISBN 978-3-319-41596-3. doi:10.1007/978-3-319-41598-7.Kallenberg, Olav (2017). Random Measures, Theory and Applications. Probability Theory and Stochastic Modelling. Vol. 77. Switzerland: Springer. p. 1. doi:10.1007/978-3-319-41598-7. ISBN 978-3-319-41596-3.
2. ↑   Klenke, Achim. . Berlin: Springer. 2008: 526. ISBN 978-1-84800-047-6. doi:10.1007/978-1-84800-048-3.
3. ↑  Daley, D. J.; Vere-Jones, D. . Probability and its Applications. 2003. ISBN 0-387-95541-0. doi:10.1007/b97277.
4. ↑   Kallenberg, Olav. . Probability Theory and Stochastic Modelling 77. Switzerland: Springer. 2017: 52. ISBN 978-3-319-41596-3. doi:10.1007/978-3-319-41598-7.
5. ↑  "Crisan, D., Particle Filters: A Theoretical Perspective, in Sequential Monte Carlo in Practice, Doucet, A., de Freitas, N. and Gordon, N. (Eds), Springer, 2001, ISBN 0-387-95146-6